# Loona
Marie-José van der Kolk (1974. szeptember 16. –), Loona művésznéven közismert holland énekesnő, dalszerző és táncos.

## Élet és pályafutás

### 1994-98: A kezdetek és aLife Is Just A Game
Van der Kolk 1991-ben a Zorba’s Clubban találkozott a DJ és producer DJ Sammy-vel El Arenal Mallorcán. 1992-ben DJ Sammy rezidens DJ lett a Joy Palace Clubban az El Arenalban, míg van der Kolk rezidens táncos volt ugyanott, és háttérénekesként mutatkozott be a közönség előtt. Hamarosan felvette a Carisma nevet és DJ Sammy-vel közösen kezdett fellépni. 1996-ban kiadták első két kislemezüket, "Life is Just a Game" és "You’re My Angel" címmel, utóbbi az első slágerük volt. 1997-ben jelent meg harmadik kislemezük, a "Prince of Love", amely a top 30-ba jutott be, ezeket a "Golden Child" és a "Magic Moment" követték. DJ Sammy debütáló stúdióalbuma, a Life Is Just A Game, amelyben nagyrészt van der Kolk működik közre énekesnőként, a 62. helyet szerezte meg a német albumeladási listán. 1998 nyarán van der Kolk egy új projekttel rukkolt elő, a Loona-val <a spanyol luna (hold) szót felhasználva>, amelynek szintén DJ Sammy volt a producere. Eredetileg duóként kezdték, DJ Sammy a háttérben maradt a videóklipekben és a lemezborítókon. Az első kislemez, ami a Life Is Just A Game albumon bónuszszámként szerepelt, a Paradisio "Bailando" című számának a feldolgozása volt, és közkedvelt nyári slágerré vált 1998-ban Németországban, elérve a német toplistákon az első helyet, és Echo-díjazott lett „a legjobb nemzetközi dance kislemez” kategóriában. Ősszel egy másik kislemez követte, az "Hijo de la Luna" (a spanyol Mecano együttes dalának feldolgozása) ami szintén első helyig jutott a német toplistákon. Ebből a két kislemezből milliókat adtak el, így arany és platinalemez lett belőlük Németországban, Ausztriában és Svájcban.

### 1999-2000:Lunitaés azEntre dos Augas
1999-ben jelent meg Loona első stúdióalbuma, a Lunita, ezt követte a harmadik és egyben az albumról kimásolt utolsó kislemez, a "Dónde Vas". A "Mamboleo" című dal a Herbert Grönemeyer "Mambo" című számának a feldolgozása, a második albumról, az Entre dos Aguas-ról jelent meg, ami ugyancsak Echo-díjazott volt legjobb dance kislemez kategóriában.  A Herbert Grönemeyer által indított per miatt egy második, fekete-fehér videót is leforgattak, és végül mindkét videóklipet betiltották a zenecsatornák egy nap leforgása után. A dalt aztán el kellett távolítani az Entre dos Aguas albumról, az újra kiadott verzió már nem tartalmazza a dalt és nehezen fellelhetővé vált. Bár később, Loona első Greatest Hits című válogatáslemezén 2000-ben újra feltűnt. Az Entre dos Aguasról még három kislemez jelent meg, a "Salvador Dalí", ami a spanyol Mecano együttes dalának feldolgozása, a "La Vida es una Flor", és a karácsonyi kislemez, a "Navidad" kisebb sikereket ért el és a top 50-be jutott be Németországban. 2000-ben, a Greatest Hits válogatásalbumáról és annak első kislemeze, a "Latino Lover" (amely a Luv’ együttes "You’re the Greatest Lover" című dalának spanyol feldolgozása) jelent meg és a hatodik helyre ugrott a német és a svájci kislemezlistán. 1999-ben van der Kolk újra Carisma bőrébe bújt DJ Sammy "In 2 Eternity" című kislemezdalában, DJ Sammy első remix albumán, a DJ Sammy at Work (In the Mix)-ben.

### 2001–02:Baila mi Ritmoés aColors
2001-ben Loona kiadta a "Baila mi Ritmo" és a "Viva el Amor" című kislemezeket a második válogatásalbuma, a Baila mi Ritmo után. A "Viva el Amor" elsőszámú sláger lett Spanyolországban. 2002-ben megjelentette a "Rhythm of the Night" és a "Colors" kislemezeket a harmadik stúdióalbumáról, a Colors-ról. Ezen az albumon Loona egy érettebb, keleties hangzással kísérletezett, amely hallható a "Land of Broken Dreams", az "If You Want My Love" dalokban és a harmadik kislemezen, a slágerlistákon negyedik helyig jutó "Rhythm of the Night" című dalban is. A "Rhythm of the Night" Sezen Aksu 1991-es Gülümse albumáról a "Hadi Bakalim" című dalának feldolgozása. 2002-ben van der Kolk folytatja az együttműködést DJ Sammy kislemezein vendég vokalistaként, DJ Sammy második stúdióalbumán, a Heaven-ön, a "Sunlight" és a "The Boys of Summer" kislemezeken. Utóbbi Don Henley számának a feldolgozása. Ezúttal azonban első alkalommal DJ Sammy feat. Loona néven adják ki közös szerzeményeiket.

### 2003-05:Wind of Time, szünet és anyaság
2004-ben Loona DJ Sammy "Rise Again" című dalában működött közre és megjelentette az negyedik stúdióalbumáról az első és egyetlen kislemezt, Eric Clapton klasszikus, "Tears In Heaven" című dalának a feldolgozását. Mindkét kislemez közepes sikereket ért el. Az album tele van feldolgozásokkal. Van der Kolk édesanyjának szánta az egész albumot, akit tíz évvel a megjelenése előtt vesztett el. Olyan feldolgozásokat tartalmaz mint Procol Harumtól a "Whiter Shade of Pale", Peter Sarstedt-tól a "Where Do You Go to My Lovely", Ralph McTelltől a "Streets of London", Stingtől a "Fragile" vagy Bob Dylantől a "Blowin’ in the Wind". Érzelemdúsan, könnyezve adta elő "Tears in Heaven" című dalát a The Dome-ban, első gyermekével várandósan. Lánya, Saphira Maria 2005-ben született. 2005-ben Loona kiadta David Bisbal klasszikus, "Oye el Boom" című dalának a feldolgozását, és szüneteltette karrierjét gyermeke javára.

### 2007–08:Everybody on the Floorés aMoonrise
2007-ben Loona harmadik válogatásalbumát, az Everybody on the Floort adta ki, és az azonos című, reaggeton stílusú dalt, az "Everybody on the Floor (Uh la la la)"-t. 2008 májusában Loona új szerződést kötött a Sony BMG/Ariola kiadóval és ötödik, Moonrise című stúdióalbumával tért vissza októberben. Az albumot két kislemez, a "Por la Noche" és a "Salam Aleikoum" előzte meg, mindegyikük mérsékelten volt sikeres. Szakmailag és a magánéletében is különvált partnerétől, és lánya apjától, DJ Sammy-től. A Popstars című műsor német kiadásának hetedik szériájában zsűritag volt a rapper Sido és a koreográfus Detlef Soost mellett.

### 2009-13:Rakatakata (Un Rayo del Sol)és együttműködések
2009-ben Loona visszatért a Cidinho & Doca "Parapapapapa" című dalának feldolgozásával, a korábbi nyári dallamait, a 2001-es "Viva el Amort" megidézve. A kislemez a 29. helyig jutott a német kislemezeladási slágerlistán. Van der Kolk részt vett a Vox tévé műsorában, a Das perfekte Promidinner im Schlafrockban. 2010-ben Miranda "Vamos a la Playa" dalának feldolgozása, egy újabb nyári sláger, második helyre került a toplistán Belgiumban, amelyet az "El Cucaracho, El Muchacho" követett, Movetownnal közreműködve. A "Vamos a la Playa" harmadik lett Franciaországban, első Haitin, ötödik Dél-Afrikában, 16. Svájcban, 22. Dániában, 29. Németországban. 2011 júliusában a Pigbag "El Tiburón" című dalának feldolgozása 31. helyig jutott a német kislemezeladási toplistán. 2012-ben van der Kolk újra részt vett a Vox tévé Das perfekte Promidinner im Schlafrock műsorában, és a Pro7 tévé TV Total Wok WM műsorában. 2012-ben Loona a Playboy német kiadásában pózolt meztelenül. 2013-ig négy további dalt adott ki, a "Policia", az "Oh la la, dance avec moi" és a Los Diablos "Rakatakata (Un Rayo de Sol)" dalának feldolgozását. Ezen kislemezek mindegyike felkerült a régóta várt hatodik, Summer Dance című stúdióalbumára, amit később átneveztek Rakatakata (Un Rayo de Sol)-ra. Loona vendégszerepelt DJ Cassey Doreen "Tell It to My Heart" kislemezén, ami Taylor Dayne dalának feldolgozása volt.

### 2014–15:Brazilés kislemezek
2014-ben megjelent újabb kislemeze, a "Brazil", ami Francisco Alves "Aquarela do Brasil" dalának feldolgozása volt. Loona  vendégénekesként tűnt fel a Flava & Stevenson "Rio de Janeiro" dalának 2k14 remixében, ami a Quantum of Dance albumukon található, mindkét szám megtalálható az énekesnő első, Brazil című középlemezén. 2014-ben Loona kiadta "Ademloos door de Nacht" című kislemezét, a német Helene Fisher énekesnő "Atemlos durch de Nacht" dalának holland nyelvű feldolgozását, első alkalommal saját nevén, a következő stúdióalbumáról. 2015 nyarán Loona újra megjelentette "Caliente" kislemezét remix verzióban, és a német nyelvű kislemezét, az "OMG! Dein Body is so Heiß" Ko&Ko-val, hivatalosan Gebroeders Ko.-val közreműködve. 

### 2016-jelenleg:Badam
2016-ban Loona kiadta "Badam" című kislemezét, ami a Lylloo & Lorinda dalának a feldolgozása volt, és egyben a vezető kislemez a hetedik, azonos című albumáról.

## Művészeti tevékenység
Loona legismertebb a fülbemászó, jó hangulatú, nyarat idéző dallamairól, mint a "Bailando", a "Vamos a la Playa", a "Mamboleo", a "Latino Lover" vagy a "Viva el Amor" számokban, könnyed ütemekkel, hangzásvilággal és egyszerű dalszövegekkel.  Megjelentetett balladákat is, mint a Mecano "Hijo de la Luna" vagy "Salvador Dalí" című dalának feldolgozása. Más műfajokban is kipróbálta magát, beleértve a popzenét ("Dónde Vas" or "La Vida es una Flor"), a vokál trance/elektronikus zenét ("Prince of Love", "Sunlight" or "Rise Again"), az R&B-t ("No one loves you (like I do)") vagy a reggaetont, például az "Everybody on the floor (Uh la la la)" dalban. Amíg Loona ambient hangzással kísérletezett a második, Entre dos aguas című albumán, illetve a harmadik, Colors című stúdióalbumáról megjelent "Pajaro sin cielo" vagy a "Tell Me Why" dalokban, egy érettebb, keleties hangzásvilágot használt, ami hallható a "Land of Broken Dreams", az If You Want My Love” dalokban vagy Sezen Aksu 1991-es Gülümse albumáról megjelent Hadi Bakalım dalának feldolgozásában, a "Rhythm of the night"-ban. A „Parapapapapa” óta, Loona visszatért a nyári dallamvilágú gyökereihez. Loona ismert arról, hogy számos, különböző előadók dalainak és kislemezeinek a feldolgozását készítette el, úgy mint a Paradisio, a Mecano, Herbert Grönemeyer, a Luv’, Elvis Presley, Sezen Aksu, David Bisbal, Donna Summer, Don Henley, a Cidinho & Doca, a Miranda, Pigbag, a Los Diablos, Taylor Dayne, Barry Manilow, Helene Fischer, Francisco Alves, a Gebroeders Ko vagy a Lylloo & Lorinda (nem beleszámítva negyedik stúdióalbumát, a Wind of Time-ot, ami kizárólag feldolgozásokat tartalmazott), az eddig megjelent 42 kislemezének a fele, 21 feldolgozás. Több nyelven énekel: spanyolul, spanglish nyelven (kevert angol-spanyol), angolul, de részben arabul ("Salam Aleikoum"), franciául ("Et me voila"), hollandul ("Ademloos door de Nacht") vagy németül is ("Gib mir deine Angst", "OMG! Dein Body ist so Heiß").

## Fordítás
- Ez a szócikk részben vagy egészben  a   Loona című angol Wikipédia-szócikk fordításán alapul.  Az eredeti cikk szerkesztőit annak laptörténete sorolja fel. Ez a jelzés csupán a megfogalmazás eredetét és a szerzői jogokat jelzi, nem szolgál a cikkben szereplő információk forrásmegjelöléseként.